# Dům U Pěti korun
Dům U pěti korun je původem gotický měšťanský dům čp. 465/I v Melantrichově ulici 11, v období pozdní renesance zásadně přestavěný na třípatrový palác. Dům je od roku 1958 chráněn jako kulturní památka.

## Historie
Dům na trase z Havelského tržiště na Staroměstský rynek byl ve středověku situován v trojbokém rozšíření komunikace v náměstí, roku 1364 nazvaném latinsky platea Genexilini ve smlouvě, jíž tento dům prodal Mikuláš z Vídně. Roku 1402 byl dům poprvé nazván U Pěti korun (latinsky Apud quinque coronas) a vyšetřovaly se v něm čarodějnické obřady spojené s opilstvím. Šimon z Plzně a po něm jeho syn Vaněk zde až do roku 1433 čepovali medovinu. 
Mezi dalšími majiteli se uvádí od roku 1470 univerzitní profesor Prokop z Kutné Hory, který v letech 1478–1497 zastával úřad kancléře Starého Města pražského. Dále se připomíná majitel Řehoř Lidl z Lidlova, po jehož smrti roku 1600 dům od vdovy koupil Petr Nerhof z Holterbergu (psán také Nehrhof z Holcperka nebo z Holtenberka). Jeho syn Jan byl povýšen roku 1622 do šlechtického stavu, vlastnil kromě Pěti korun další dva staroměstské domy, ale jako protestant musel odejít do exilu. Holterbergové do roku 1615 dům přestavěli do dnešní výjimečné pozdně renesanční podoby. Roku 1641 dům zakoupil italský kupec Giovanni Battista Raymund/Raimondo s manželkou Anežkou, která byla sestrou malíře Karla Škréty. Další majitelé pro stavební dějiny domu již nebyli podstatní. V 19. století dům sloužil mimo jiné jako sklad sukna hraběte Lažanského.

## Architektura

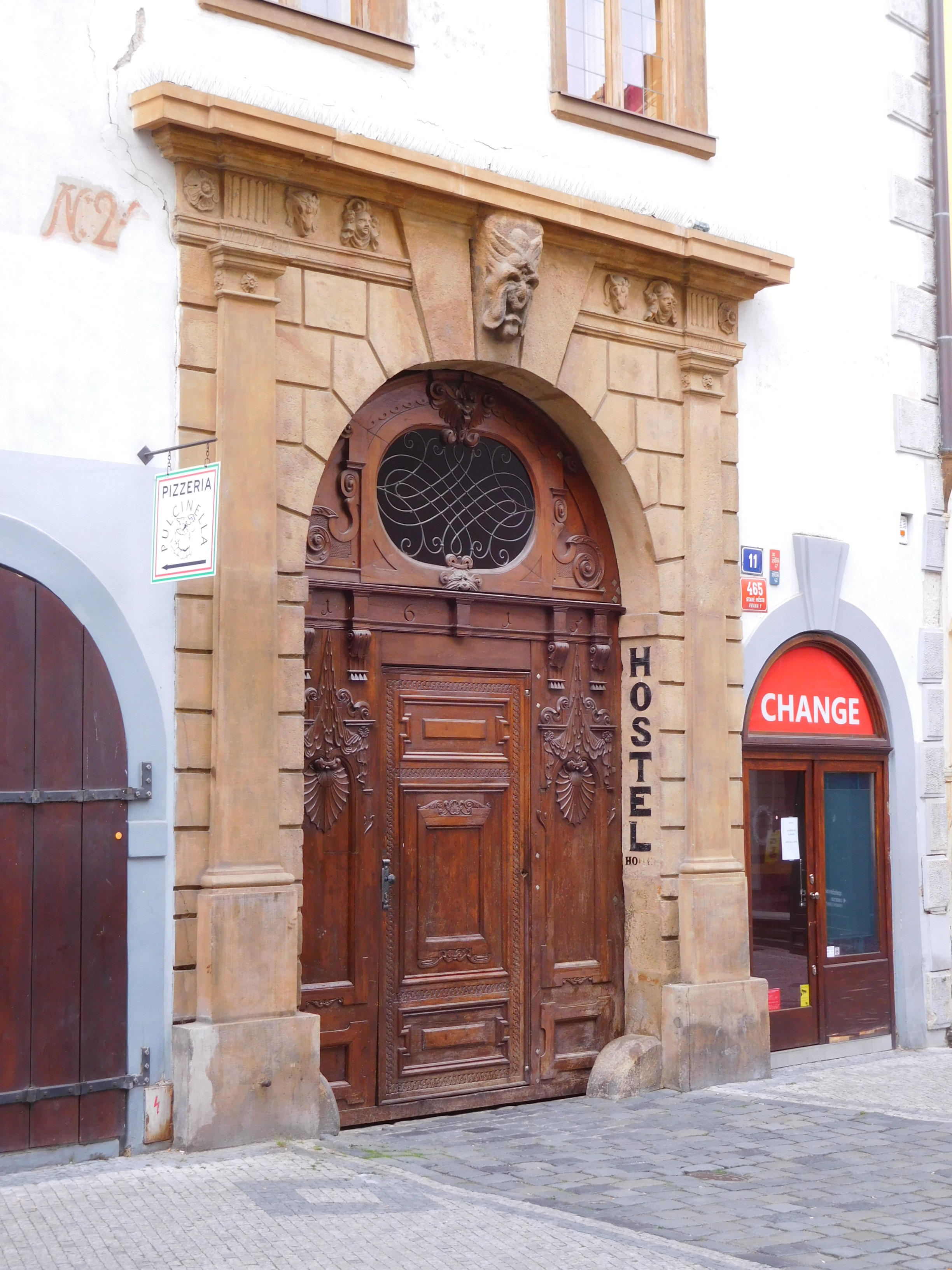
Hlavní portál

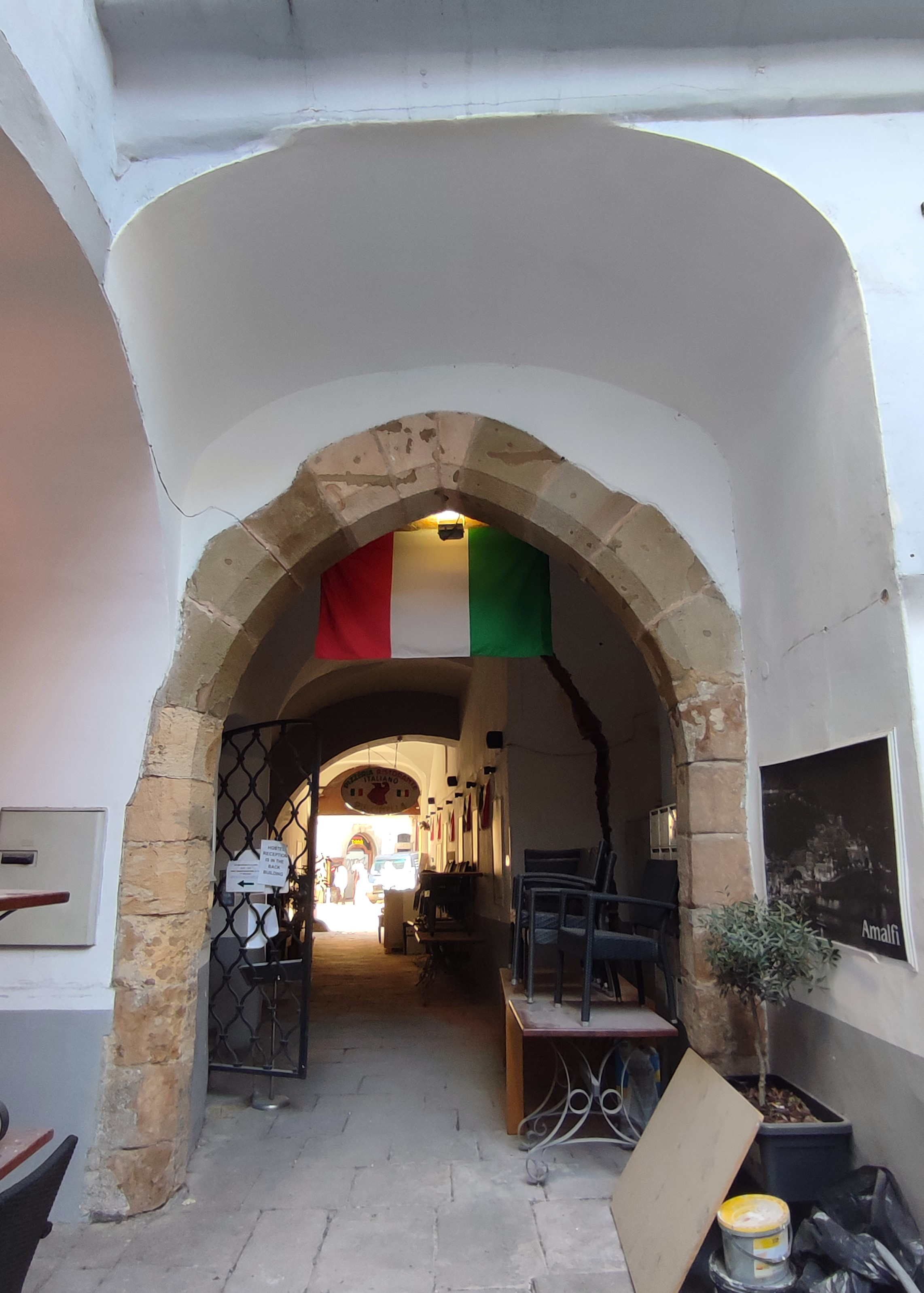
ostění gotického portálu ve dvoře

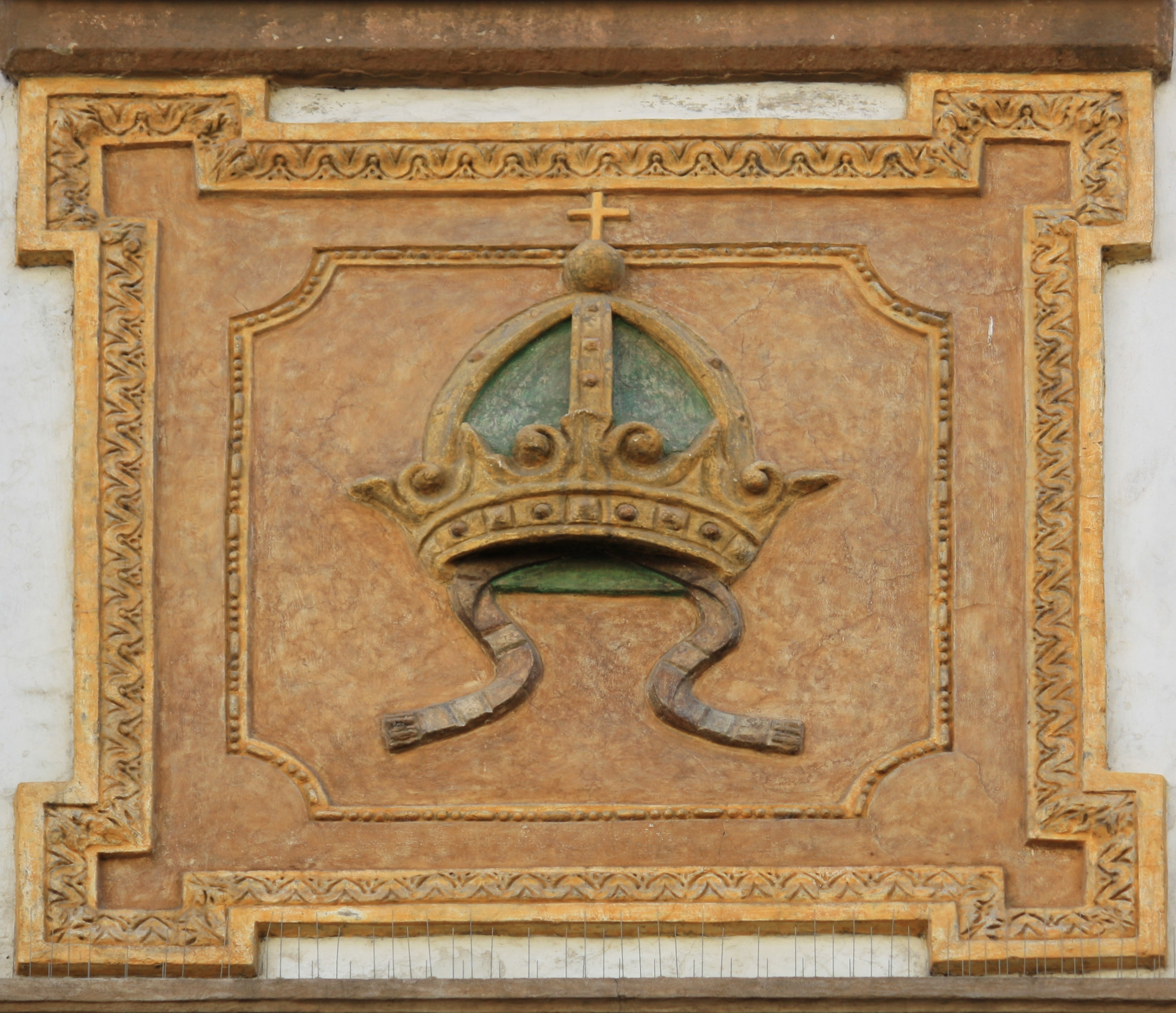
Znamení U Pěti korun, jeden z pěti štukových reliéfů

Třípatrový dům se skládá z hlavní budovy se dvěma křídly, a ze zadní budovy, která zasahuje až do Michalské ulice. 
Gotický dům má dvě stavební fáze, starší raně gotickou ze 13. století tvoří sklepy, mladší v přízemí a v prvním patře pocházejí z období vrcholné gotiky před rokem 1400. V renesanci byl dům výrazně přestavěn a dostavěn do dnešní čtyřkřídlé dispozice. Svými rozměry a proporcemi je to palácová architektura v Praze výjimečná.
Fasáda do Melantrichovy ulice je pětiosá, tedy poměrně úzká, ale značně převýšená, po třech patrech ještě završená půdou s okénky a trojosým štítem se třemi nikami (sochy, snad císařů, se v nich nedochovaly) a s trojbokým tympanonem. Vzory pro toto členění byl nalezeny v bavorských domech, především v radnici v Augsburgu.
Kvalitní plastickou dekoraci tvoří jednak domovní znamení, tj. pět císařských říšských korun ve štukových rámcích pod okny prvního patra. Čapky korun jsou po posledním restaurování z roku 2020 zelené, ale mají být heraldicky správně červené; mají renesanční tvar a stylizaci koruny císařů 16. století, detaily a ornament jejich rámů svědčí pro úpravu z počátku 19. století.
Vynikající je manýristická sochařská výzdoba bosovaného vstupního portálu, tesaná z pískovce: klenák má podobu maskaronu s andělem v týle a na kladí jsou vytesány dva dívčí maskarony a dva bukraniony. Také dubová vstupní vrata jsou původní, s manýristickými motivy maskaronu mezi volutami a s letopočtem vzniku 1615. Oválné světlíkové okénko ve vratech kryje mříž s renesančními ornamenty.
Dvorní průčelí hlavní budovy má gotický portál s lomeným obloukem a v patrech pavlače: v prvním patře klasicistní zábradlí, ve druhém patře pavlač nesou původní volutové konzoly se zábradlím s mřížkou.
Boční křídla mají jednodušší nečleněnou fasádu s renesančním ostěním.
Fasáda zadní budovy je barokní: šambrány oken jsou podloženy stuhami a parapety ve druhém patře zdobí čabraky. Původní portál byl zaslepen. V interiérech se kromě ostění dveří a oken žádné významné detaily nedochovaly.